# As Lições de Chico Xavier
As Lições de Chico Xavier é o terceiro livro do jornalista Marcel Souto Maior, publicado no ano de 2005, e encerra a trilogia iniciada com os best-sellers As Vidas de Chico Xavier e Por Trás do Véu de Ísis.